# Fengcheng, Qingcheng
Fengcheng (kinesiska: 凤城) är ett stadsdelsdistrikt i sydöstra Kina. Det ligger i stadsdistriktet Qingcheng i staden Qingyuan i provinsen Guangdong,  omkring 71 kilometer norr om provinshuvudstaden Guangzhou. Antalet invånare är 159 665. Befolkningen består av 79 053 kvinnor och 80 612 män. Barn under 15 år utgör 15,0 %, vuxna 15-64 år 76 %, och äldre över 65 år 8,0 %.